# No me sigas
No me sigas es una próxima película mexicana de terror sobrenatural dirigida por Ximena García Lecuona y Eduardo Lecuona, con guion de García Lecuona. Está protagonizada por Karla Coronado, Julia Maqueo y Yankel Stevan. La película es producida por Blumhouse Productions su primera película original en español.
La película está programada para estrenarse en México el 30 de octubre de 2025, por Cinépolis Distribución.

## Premisa
Carla sueña con convertirse en una gran influencer y, para lograrlo, decide fingir una aparición fantasmal en su apartamento. Sin embargo, al jugar con estas fuerzas oscuras, accidentalmente deja entrar a una entidad maligna real.

## Reparto
- Karla Coronado como Carla
- Julia Maqueo como Sam
- Yankel Stevan como Andrés

## Producción
En noviembre de 2023, se anunció que Ximena García Lecuona debutaría como directora con No Me Sigas, que codirigiría con Eduardo Lecuona La película se rodó en secreto en la Ciudad de México, México.

## Estreno
La película está programada para estrenarse en México el 30 de octubre de 2025, por Cinépolis Distribución.